# Yamamoto Otokichi
 (août 2020).
Si vous disposez d'ouvrages ou d'articles de référence ou si vous connaissez des sites web de qualité traitant du thème abordé ici, merci de compléter l'article en donnant les références utiles à sa vérifiabilité et en les liant à la section « Notes et références ».
Otokichi (山本音吉, Yamamoto Otokichi, plus tard connu sous le nom de John Matthew Ottoson ; 1818- janvier 1867) était un naufragé japonais originaire d'Onoura près de Mihama, sur la côte ouest de la péninsule de Chita dans la préfecture d'Aichi.

## Biographie
À 14 ans, Otokichi était membre d'équipage sur un bateau transportant du riz pour Edo, le Hojunmaru (宝順丸), 15 mètres de long avec une cargaison de 150 tonnes et un équipage de 14 membres. La commande venait du capitaine Oguri Jukichi. Le bateau, parti le 3 novembre 1832, fut pris dans un orage dans l'Océan Pacifique.

### Dérive vers l'Amérique
Le bateau, privé de mât et de gouvernail, a été poussé par les courants dans l'Océan Pacifique nord. Il a dérivé pendant 14 mois, durant lesquels l'équipage a bu l'eau de mer dessalée et mangé le riz de la cargaison. Plusieurs membres d'équipage sont morts du scorbut ; ils n'étaient plus que trois au moment où le bateau s'est échoué au cap Alava, le point le plus à l'ouest de la Péninsule Olympique de l'État de Washington, en 1834. Les trois survivants étaient Iwakichi, 29 ans ; Kyukichi, 16 ans ; et Otokichi, 15 ans.
Les trois naufragés ont été recueillis et brièvement hébergés par la tribu indienne des Makah. Ils ont ensuite rencontré John McLoughlin, un commerçant en fourrures de Colombia de la Compagnie de la Baie d'Hudson. Ensuite, ils ont rencontré Ranald MacDonald, enfant à ce moment-là, qui a été fasciné par les naufragés. Macdonald sera le premier occidental à enseigner l'anglais au Japon, et, comme Otokichi, sera un élément du contact croissant du Japon avec l'Occident.

### Voyage en Europe
McLoughlin, flairant l'occasion d'utiliser les naufragés pour ouvrir le Japon au commerce extérieur, a envoyé le trio à Londres sur l'Eagle pour essayer de convaincre la couronne de son plan. Ils ont atteint Londres en 1835 ; ils étaient ainsi les premiers Japonais à entrer dans la capitale britannique depuis Christopher et Cosmas au XVIe siècle.
Le gouvernement britannique ne fut finalement pas intéressé par l'entreprise, et les naufragés furent envoyés à Macao à bord du General Palmer, dans le but qu'ils puissent retourner au Japon.

### Macao et tentative de retourner au Japon

Dessin japonais du Morrison, ancré au port d'Uraga en 1837.

Une fois à Macao, Otokichi, Kyukichi et Iwakichi ont été accueillis par Karl Gützlaff, un missionnaire allemand et traducteur de chinois travaillant pour le gouvernement britannique. Gutzlaff, qui désirait évangéliser le Japon, a appris avec enthousiasme la langue japonaise du trio, et, avec leur aide, est parvenu à traduire l'Évangile selon Jean en japonais. Le trio a été réuni à Macao avec quatre autres naufragés japonais de la préfecture de Kumamoto, Kyūshū, qui avaient échoué sur Luçon aux Philippines.
Une occasion de les renvoyer au Japon est apparue quand un Américain, Charles W. King, a accepté de les ramener au Japon, avec l'espoir d'établir des relations commerciales avec le pays. En juillet 1837, les sept naufragés ont levé l'ancre avec Charles W. King sur le Morrison à destination d'Uraga à l'entrée de la baie d'Edo. Là, le bateau a été bombardé à plusieurs reprises, et King n'a pas pu atteindre son objectif d'établir un contact. Il est alors allé à Kagoshima, mais a encore rencontré des tirs, et il a finalement décidé d'abandonner et de retourner à Canton. Les naufragés se sont résignés à une vie d'exil.

### La nouvelle vie d'Otokichi à l'étranger
Incapables de retourner au Japon, les naufragés ont commencé une nouvelle vie à Macao. Il semble qu'ils aient travaillé comme traducteurs pour la délégation commerciale et les missionnaires britanniques.
Otokichi a ensuite travaillé pour la compagnie commerciale britannique Dent & Co. à Shanghai en 1843. Il a apparemment également été membre d'équipage sur des bateaux américains, et s'est affairé à aider les naufragés japonais à retourner au Japon à bord de navires néerlandais ou chinois, les seuls à pouvoir visiter le pays.
Otokichi a épousé une Anglaise qui est tombé malade et est morte. Otokichi a alors épousé une femme malaise, avec qui il a eu un fils et trois filles. Il est devenu un sujet britannique naturalisé sous le nom de John Matthew Ottoson. On dit qu'« Ottoson » est une transcription de « Oto-san » (littéralement « Monsieur Oto »), un surnom respectueux employé par ses amis Japonais.

### Réhabilitation
On sait qu'Otokichi est retourné au Japon deux fois, d'abord en tant que marin sur le HMS Mariner en tant que traducteur de bord, qui est entré dans le port d'Uraga en 1849 pour faire un relevé topographique. Pour éviter des problèmes avec les autorités japonaises, il s'est déguisé en Chinois, et prétendu qu'il avait appris le japonais de son père, un homme d'affaires qui travaillait en relation avec Nagasaki.
Otokichi est retourné au Japon sous son nom britannique « Ottoson », en septembre 1854, avec la flotte britannique de l'amiral James Stirling. La flotte a accosté à Nagasaki, a négocié et a signé le Traité d'amitié anglo-japonais le 14 octobre. À cette occasion, Otokichi a rencontré beaucoup de Japonais, dont Fukuzawa Yukichi. Il a apparemment reçu la permission d'habiter au Japon, mais il a choisi de retourner à Shanghaï avec sa famille.
Vers la fin de sa vie, Otokichi s'est rendu à Singapour, l'île natale de son épouse. Les Anglais l'avaient récompensé généreusement pour sa contribution au traité avec le Japon, et il a apparemment loué une maison coloniale luxueuse sur Orchard Road.
Il y est mort à l'âge de 49 ans, en 1867. Otokichi a été enterré au cimetière japonais de Singapour. La moitié de ses restes ont été rapatriés dans sa ville natale de Mihama au Japon le 20 février 2005.